# Kristina Richter
Kristina Richter (Zwickau, 24 de octubre de 1946) es una exjugadora alemana de balonmano que representó a la República Democrática Alemana; fue tres veces campeona del mundo (1971, 1975 y 1978), subcampeona olímpica en 1976 y bronce olímpico en 1980, además de ser la abanderada de la RDA en la ceremonia inaugural de Moscú 1980.

## Trayectoria

### Clubes
Formada en la BSG Aktivist Karl Marx Zwickau, a la que llegó desde el atletismo, dio el salto en 1965 al Berliner TSC, club con el que desarrolló toda su carrera hasta 1980 y con el que vivió su época dorada: ganó la Copa de Europa en 1978, la Recopa de Europa en 1977 y 1979, cuatro ligas de la RDA (1974, 1977, 1978, 1980) y cuatro Copas FDGB (1977–1980).
Tras su retirada, el propio Berliner TSC destacó su medio siglo de vínculo con la entidad por su labor técnica en la base. A finales de los años 80 regresó brevemente a las pistas con el BVB Berlin (1988–1992).

#### Trayectoria de clubes
- 1963 - 65:  BSG Aktivist Karl Marx Zwickau (categorías inferiores).[2]
- 1965 - 80:  Berliner TSC.[1]
- 1988 - 92:  BVB Berlin.[3]

### Selección
Debutó con la selección de la RDA en 1966 y acumuló 235 internacionalidades y 880 goles. Con el combinado nacional se proclamó campeona del mundo en 1971, 1975 y 1978; además logró la medalla de plata en Montreal 1976 y el bronce en Moscú 1980. En los Juegos de 1980 fue la primera mujer alemana de un deporte de equipo en portar la bandera nacional en la ceremonia inaugural.

## Premios y títulos

### Con la selección
- 3 x Medalla de oro en el Campeonato del Mundo (1971, 1975, 1978).[2]
- 1 x Medalla de plata en los Juegos Olímpicos (1976).[2]
- 1 x Medalla de bronce en los Juegos Olímpicos (1980).[4]

### Con sus clubes
- 1 x Copa de Europa (1978).[1]
- 2 x Recopa de Europa (1977, 1979).[1]
- 4 x Liga de la RDA (1974, 1977, 1978, 1980).[1][3]
- 4 x Copa FDGB (1977, 1978, 1979, 1980).[4][3]

## Vida personal
Se formó como profesora de Educación Física y Geografía. Estuvo casada con el entrenador de ciclismo Dagomar Richter (1938–2020) y tiene dos hijos; reside en Summt (Mühlenbecker Land), a las afueras de Berlín.